# Neukirchen-Vluyn
Neukirchen-Vluyn är en stad i Kreis Wesel i Regierungsbezirk Düsseldorf i förbundslandet Nordrhein-Westfalen i Tyskland.